# Leslie Boardman
Leslie "Les" Boardman (Sydney, 2 d'agost de 1889 – Watsons Bay, Nova Gal·les del Sud, 23 de novembre de 1975) va ser un nedador d'estil lliure australià de la dècada de 1910. Com a membre de l'equip d'Australasia, un combinat d' atletes australians i neozelandesos, va guanyar una medalla d'or en el relleu 4 x 200 estil lliure metres en els Jocs Olímpics de 1912 a Estocolm.
Boardman mai va guanyar cap campionat d'Austràlia i no es trobava entre els seleccionats inicials per prendre part en els Jocs Olímpics de 1912. E.G. Findlay era l'home inicialment escollit, però presumiblement per culpa de no disposar dels diners necessaris per emprendre el viatge fou Boardman el què ocupà la seva posició a l'equip. Segons els registres, que no va col·locar en els campionats australians 1912 i va arribar quart en l'estil lliure de 220 iardes en el Campionat de Nova Gal·les del Sud. La hipòtesi més plausible és que fou escollit perquè era company d'equip al Sydney Swimming Club de Harold Hardwick i Cecil Healy.
Una vegada a Estocolm disputà dues proves del programa de natació. En els relleus 4x200 metres lliures guanyà la medalla d'or, compartint equip amb Cecil Healy, Malcolm Champion i Harold Hardwick, mentre en els 100 metres lliures quedà eliminat en sèries.